# 페리데 체틴
페리데 체틴(튀르키예어: Feride Çetin, 1980년 11월 5일 ~ )은 터키의 배우이다. 2006 아다나 국제 영화제 골든 볼 여자연기자상 수상자이다.